# Humfrid av Barcelona
Humfrid av Barcelona, död 876, var regerande greve av Barcelona mellan 858 och 865.
Han slöt ett fredsavtal med morerna och slogs mot vikingarna under Karl den skallige.